# Forte do Castelo de Belém
O Forte Castelo do Senhor Santo Cristo, ou simplesmente Forte do Castelo (inicialmente chamado Forte do Presépio) é uma fortificação militar portuguesa criada em 1616 por Francisco Caldeira Castelo Branco na ponta de Mairi à margem direita da foz do rio Guamá com a baía do Guajará. Sua construção marcou a fundação do então povoado colonial português "Feliz Lusitânia" (atual cidade brasileira de Belém do Pará) e a ocupação da então Conquista do Pará (atual Estado do Pará) localizada na então Capitania do Maranhão, dominando a entrada do porto e o canal de navegação que costeia a ilha das Onças e assegurando o domínio na Amazônia Oriental e das drogas do sertão.
A edificação faz parte do conjunto arquitetônico e paisagístico denominado Feliz Lusitânia, núcleo histórico inicial da cidade de Belém do Pará (capital do Estado do Grão-Pará na época do Brasil Colônia). Após ser arsenal de guerra, hospital e círculo militar, agora constituindo-se em um ponto turístico da cidade, por sua localização privilegiada e seu sentido histórico. Desde 1962 é tombado como patrimônio histórico pelo Iphan (Instituto do Patrimônio Histórico e Artístico Nacional).
A edificação teve três estruturas diferentes, a primitiva fortificação foi danificada durante a Revolta Tupinambá, substituída por outra mais sólida de taipa de pilão, e em 1621 recebeu uma estrutura mais fortificada.

## História

### Antecedentes

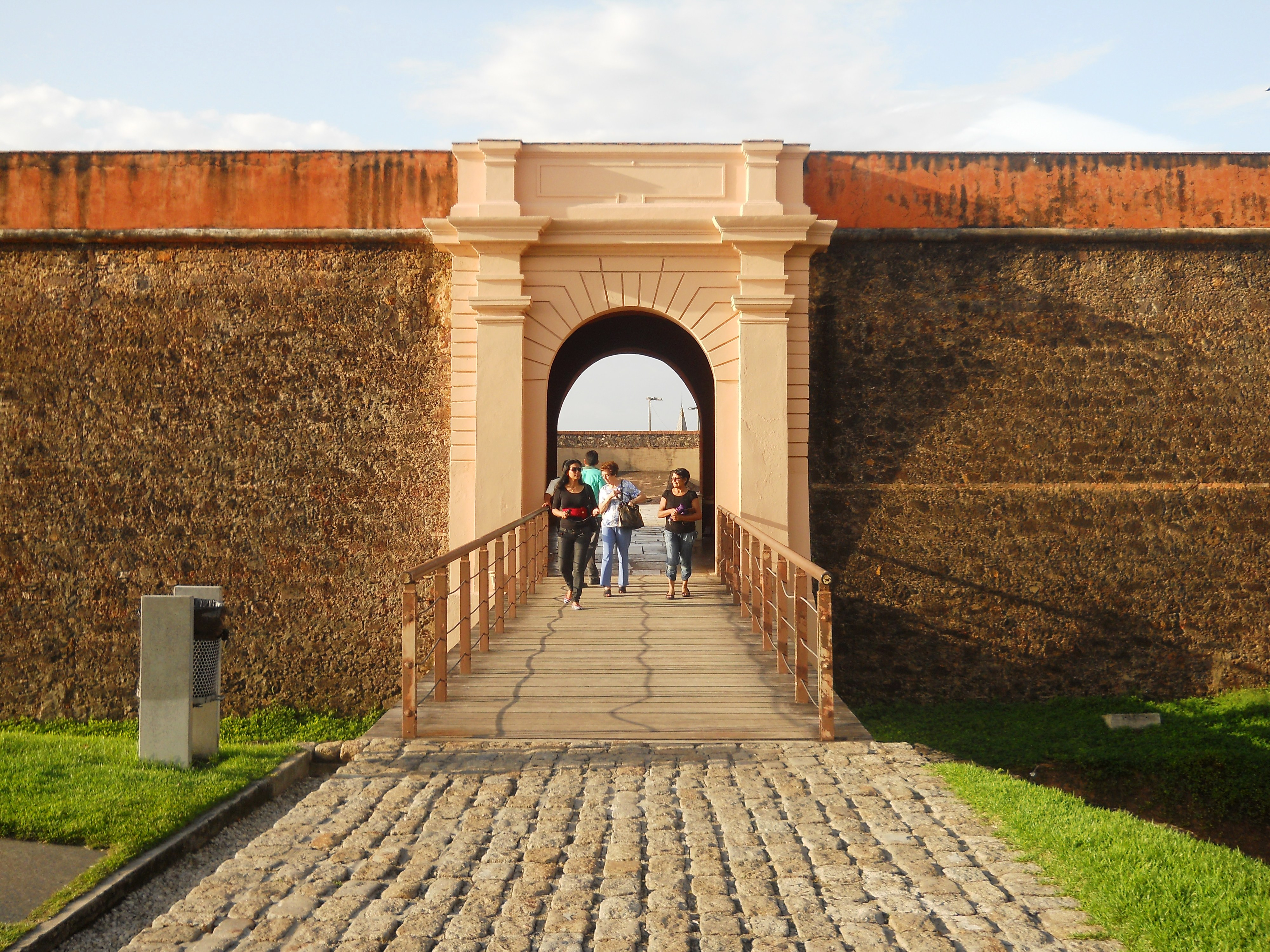
Entrada do Forte do Castelo.

Após a conquista de São Luís do Maranhão, em novembro de 1615, por determinação do Capitão-mor da Conquista do Maranhão, Alexandre de Moura, o Capitão-mor da Capitania do Rio Grande do Norte, Francisco Caldeira de Castelo Branco, partiu daquela cidade para a conquista da boca do rio Amazonas, a 25 de dezembro de 1615, com o título de "Descobridor e Primeiro Conquistador do Rio das Amazonas".
Com três embarcações (o patacho Santa Maria da Candelária, o caravelão Santa Maria das Graças, e a lancha grande Assunção) e menos de duzentos homens, a expedição atingiu a baía de Guajará em 12 de janeiro de 1616 levantado, em um pequeno cabo de terra à margem esquerda da foz do igarapé do Piry (ou Bixios do Pirizal), um fortim em madeira e palha batizado de "Forte do Presépio", junto com a capela da padroeira Nossa Senhora Santa Maria de Belém (atual Catedral Metropolitana); marco de fundação do povoado colonial português Feliz Lusitânia (atual Belém do Pará), localizada na então Conquista do Pará também chamada de Império das Amazonas, destinando-se a conter eventuais agressões dos indígenas e quaisquer ataques dos corsários ingleses e holandeses que frequentavam a região em busca das Especiaria.
Durante levante dos Tupinambás, a ocupação colonial e o forte foram atacados pelas forças do chefe Guaimiaba (tupi: cabelo de velha, morto em combate em 1619) devido a escravização dos indígenas da região. Sendo assim danificado sua estrutura, a primitiva fortificação foi substituída por outra mais sólida, uma paliçada de taipa de pilão com cestões, e esta por sua vez, em 1621 por uma terceira com Bento Maciel Parente.
Em 1620, após inumeras revoltas indígenas, Bento Maciel Parente, sargento-mor da capitania do Cabo Norte, investiu sobre a aldeia dos Tapajós, dizimando-os e dominando a então Conquista do Pará. Com a vitória: foi nomeado Capitão-Mor do Grão-Pará, em 1621 a Conquista foi elevada a categoria de Capitania, e o povoado colonial foi elevado à categoria de município com a denominação deSanta Maria de Belém do Pará ou Nossa Senhora de Belém do Grão Pará, posteriormente Santa Maria de Belém do Grão Pará, até à atual Belém quando foram abertas as primeiras ruas da região, originando o primeiro bairro batizado Cidade (atual bairro da Cidade Velha). Bento Maciel durante seu governo fortificou o Forte do Presépio, rebatizado-o como Forte Castelo do Senhor Santo Cristo. E, posteriormente ordenou outras investidas contra os invasores holandeses, expulsando-os da colônia.

### O Forte do Senhor Santo Cristo

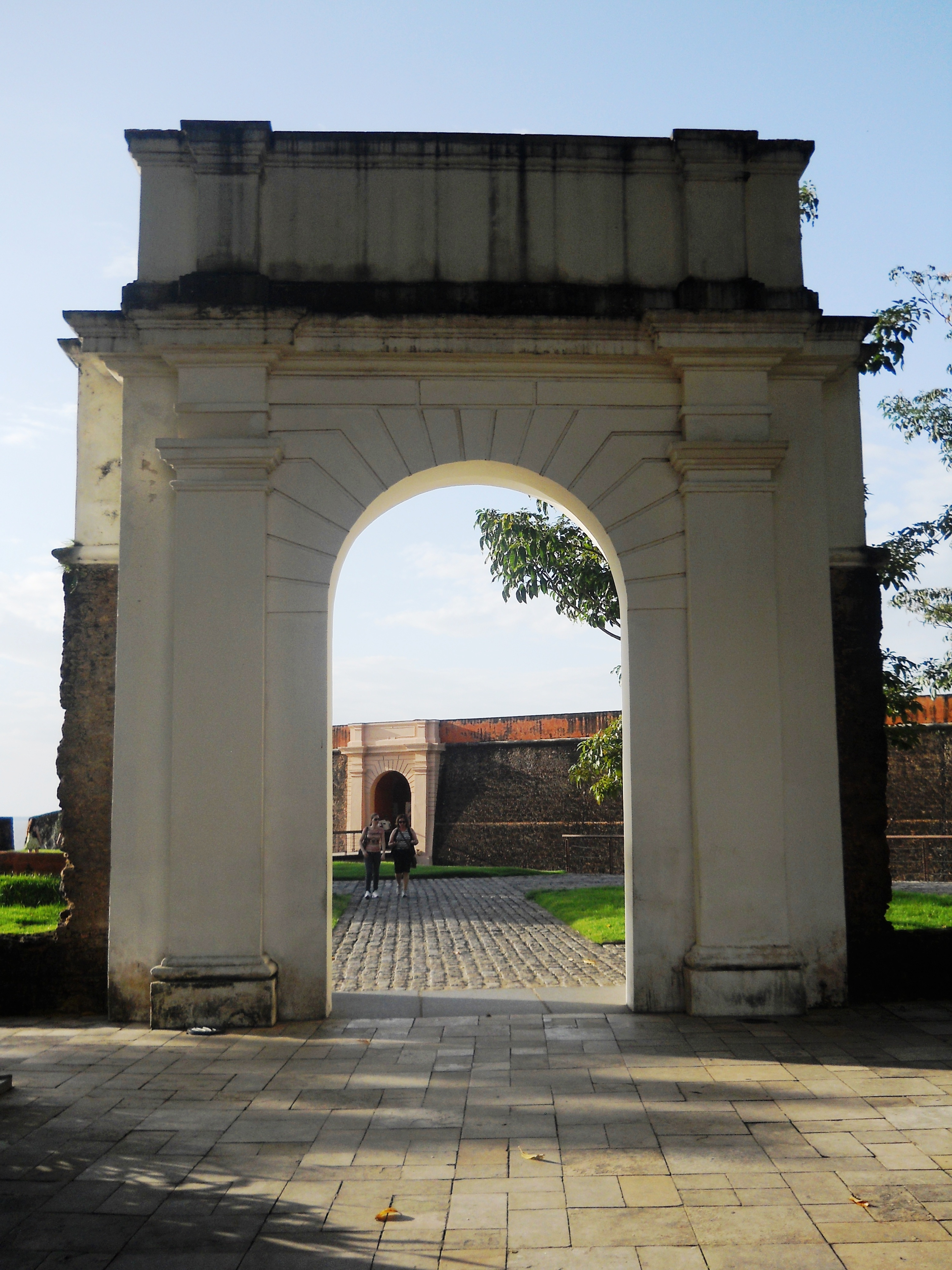
Pórtico do Forte do Castelo.

A nova fortificação foi erguida à época, pelo capitão-mor Bento Maciel Parente, com um baluarte artilhado ou artilharia reforçada: por mais quatro peças, um torreão e, amplicação com a construção de um alojamento para sessenta oficiais. Sendo então rebatizado como Forte Castelo do Senhor Santo Cristo, ou simplesmente Forte do Santo Cristo.
Arruinada pelos combates e pelo clima, sofreu reparos em 1632 e 1712. O Provedor da Fazenda Real no Pará, Francisco Galvão da Fonseca, por carta de 20 de maio de 1720 comunicou ao soberano que a fortificação encontrava-se completamente arruinada. A carta régia de 30 de maio de 1721 autorizou os seus reparos e de outras fortificações da região, sendo contratado para tal, em Lisboa, o pedreiro Francisco Martins, com um salário de $800 réis por dia. Poucos anos mais tarde, em 1728, o Sargento-mor Engenheiro Carlos Varjão Rolim, foi trazido de São Luiz do Maranhão para dirigir os trabalhos de reconstrução do forte. Por uma planta de sua autoria, datada de 1740, sabemos que possuía "Porta e tranzito, Corpo da Guarda, caza que serve de prisão, armazém, baluarte e praça baixa."
Em 1753, o Forte do Castelo funcionou pela primeira vez como hospital, atendendo pessoas acometidas de um surto epidêmico. Seis anos depois virou hospital militar, denominado como Hospital do Castelo.

### O século XIX
À época da Independência do Brasil, o forte foi reedificado, para ser desativado no Período Regencial pelo Aviso Ministerial de 24 de dezembro de 1832, que extinguiu os Comandos dos Fortes, Fortins e pontos fortificados, desarmando-os. No ano seguinte, passou a ser denominado de Castelo de São Jorge, ou simplesmente Forte do Castelo, como até hoje é denominado.
Durante a Cabanagem, o forte foi utilizado como quartel-general pelos revoltosos, ficando quase em ruínas durante embate contra a frota sob comando do britânico de John Taylor, contratado pela Regência para dar fim à insurreição. 
O forte foi reparado e rearmado a partir de 1850 durante o governo de Jerônimo Francisco Coelho, Presidente da Província do Pará, ganhou novas instalações para tropa, Casa do Comandante, ponte sobre o fosso, portão e uma muralha de cantaria pelo lado do rio Guamá. Em 1868 ainda estavam em progresso obras complementares, estando a praça artilhada com vinte e sete peças: dois canhões Parrot, calibre 100 mm, dois canhões raiados Withworth 70 mm (90 mm), quatro obuses Paixhans calibre 80 mm (90 mm), e dezenove antigos canhões antecarga de alma lisa: doze de calibre 24 mm, dois de 18 mm e  de 9 mm.
Foi novamente desarmada, pelo Aviso Ministerial de 12 de dezembro de 1876, passando a abrigar o Arsenal de Guerra, antigo Trem de Guerra, até então alojado no Convento dos Mercedários, e depois no edifício da Enfermaria Militar, que ficava ao lado do forte.
Em 1878 passou a acolher parte do grande número dos retirantes na cidade, em fuga da seca na região Nordeste do Brasil, voltando a exercer as funções de hospital.

### Do século XX aos nossos dias

Vista panorâmica do Forte do Presépio.

Em 1907 o Governo Federal autorizou a empresa privada Port of Pará a instalar-se nas dependências do antigo forte, autorizando-a a promover as mudanças que lhe fossem convenientes desde que se comprometesse a devolvê-lo com as muralhas reconstruídas e reformado. Em 1920 voltou a ser administrado pelo Exército.
As dependências do forte foram utilizadas para diversas finalidades, tais como depósito de armamentos, munições ou outros materiais. No contexto da Segunda Guerra Mundial, serviu de quartel para uma bateria de Artilharia.
Na década de 1950 as suas dependências abrigavam diversos serviços da 8ª Região Militar. Encontra-se tombado pelo Serviço do Patrimônio Histórico e Artístico Nacional desde 1962. O monumento sofreu diversas intervenções no passado, entre as quais várias modificações para abrigar a sede social do Círculo Militar de Belém, que manteve no local um restaurante, um bar, depósitos e um salão de festas. Em 1978, tentou-se negociar a retirada do Círculo Militar e seu restaurante, para uma intervenção de restauração no imóvel. 
Em 1980, com as muralhas parcialmente destruídas, a edificação passou por obras de emergência para garantir a estabilidade do conjunto remanescente. A partir de 1983, com recursos da Fundação Pró-Memória, o IPHAN realizou obras de conservação e restauro.O Circulo Militar deixou as instalações do forte apenas em 1997, após o que foram requalificadas como espaço cultural, passando a abrigar um museu, e dando lugar a espetáculos musicais e teatrais.
No início século XXI, durante os mandatos do prefeito Edmilson Rodrigues, e dos governadores Almir Gabriel e Simão Jatene, teve lugar uma acirrada disputa política envolvendo obras públicas como objeto de barganha política, nomeadamente obras de grande visibilidade mediática, das quais foram exemplo a derrubada do muro do Forte do Castelo, realiazada na noite de 5 de dezembro de 2002, e a colocação de trilhos de bonde em frente ao Museu de Arte Sacra do Pará.
Atualmente, o Forte está sob responsabilidade do Ministério da Defesa, tendo em suas instalações Museu do Encontro, que conta um pouco do início da colonização na região.

## Complexo Turístico Feliz Lusitânia
O Forte do Castelo faz parte do Complexo Turístico Feliz Lusitânia, que é composto por:
- Forte do Castelo;
- Palacete das Onze Janelas;
- Museu de Arte Sacra (antigo Palácio Episcopal);
- Catedral Metropolitana de Belém;
- Ladeira do Castelo[38]
- Museu do Círio;
- Palácio Lauro Sodré/Museu do Estado do Pará;
- Palácio Antônio Lemos/Museu de Arte de Belém;